# Andrzej Zdzisław Bzdęga
Andrzej Zdzisław Bzdęga (ur. 10 listopada 1927 w Poznaniu, zm. 27 października 2003 w Częstochowie) – polski germanista, językoznawca, leksykograf, profesor na Uniwersytecie im. Adama Mickiewicza w Poznaniu, współautor cenionych słowników polsko-niemieckich i niemiecko-polskich.

## Życiorys
W latach 1948–1952 studiował germanistykę i anglistykę na Uniwersytecie Mikołaja Kopernika w Toruniu. Jego nauczycielami byli profesorowie Gustaw Foss i Eugeniusz Słuszkiewicz. W 1952 został zatrudniony w Katedrze Filologii Germańskiej Uniwersytetu im. Adama Mickiewicza w Poznaniu, jako asystent, a w r. 1955 jako adiunkt. W roku 1960 obronił doktorat na UAM w Poznaniu na podstawie rozprawy Reduplizierte Wortbildung im Deutschen. W latach 1965/66 pracował jako adiunkt na uniwersytecie w Chicago. W 1969 habilitował się na podstawie pracy Binärstrukturen des Deutschen. W latach 1970–1978 pracował jako docent w Instytucie Filologii Germańskiej UAM, w r. 1978 został profesorem nadzwyczajnym, w r. 1987 profesorem zwyczajnym. W latach 1974–1992 był kierownikiem Zakładu Języków Zachodniogermańskich, a w l. 1992–98 kierował tym samym Zakładem pod nową nazwą: Zakład Języka Niemieckiego. Wicedyrektor Instytutu Filologii Germańskiej UAM w Poznaniu (1972–75, 1981–84). Członek Międzynarodowej Rady Naukowej Instytutu Języka Niemieckiego w Mannheimie (Niemcy) –1985–1996.
Wypromował 13 doktorów (w porządku chronologicznym: Gabriela Koniuszaniec, Czesława Schatte, Maria Drażyńska (później: Deja), Eugeniusz Rajnik, Genowefa Ratajszczak, Maria Sawicka, Marian Chomoncik, Andrzej Kątny, Sławomir Mikołajczak, Irena Storczyk, Izabela Prokop, Iwona Jankowska, Hanka Konieczna), był recenzentem 22 doktoratów i 16 prac habilitacyjnych. Pełnił funkcję redaktora naczelnego, a później współredaktora czasopisma „Studia Germanica Posnaniensia”. Jest wspominany jako człowiek niezmiernie skromny, przy tym życzliwy, chętnie służący pomocą swoim uczniom i studentom. Jak wspominają jego uczniowie, był miłośnikiem muzyki poważnej i malarstwa.

## Osiągnięcia naukowe
Badania językoznawcze Andrzeja Zdzisława Bzdęgi dotyczyły różnych działów językoznawstwa: słowotwórstwa opisowego i historycznego, gramatyki, fonetyki, leksykologii. W nawiązaniu do badań strukturalistów amerykańskich i gramatyki generatywnej propagował w swoich pracach binarny opis struktur językowych. Był pionierem w środowisku polskiej germanistyki w wykorzystaniu koncepcji gramatyki generatywno-transformacyjnej w badaniach nad współczesnym językiem niemieckim.
Współautor (razem z Janem Choderą i Stefanem Kubicą) słowników polsko–niemieckich i niemiecko–polskich. Słowniki te miały wiele wydań i należą do znaczących osiągnięć polsko–niemieckiej leksykografii praktycznej. Od połowy lat siedemdziesiątych XX wieku profesor Bzdęga intensywnie zajmował się badaniami kontrastywnymi zarówno w aspekcie teoretycznym, jak i praktycznym. W ten nurt wpisuje się monografia z roku 1980 o polskich i niemieckich przymiotnikach.
Ponadto był autorem/współautorem, a również tłumaczem, prac z pogranicza językoznawstwa i historii, w tym słowników wyrazów występujących w niemieckich językach kancelaryjnych.
Był ceniony za swoją wielką erudycję w zakresie językoznawstwa. Pisał o rozwoju badań ogólnojęzykoznawczych i o historii językoznawstwa germanistycznego w Polsce.

### Ważniejsze publikacje naukowe (w porządku chronologicznym)
- Słownik trudniejszych wyrazów niemieckich w Aktach Stanów Prus Królewskich, t. I-II, 1479-1492. Toruń: PWN, 1959 (współpr. Halina Zawadzka).
- Abriss der beschreibenden deutschen Grammatik. Warszawa: PWN, 1961 (współaut. Gustaw Foss).
- Poznańska księga prawa magdeburskiego i miśnieńskiego = Das Posener Buch des Magdeburger und Meissner Rechts. Wrocław: Zakład Narodowy im. Ossolińskich, 1964 (współaut. Witold Maisel).
- Reduplizierte Wortbildung im Deutschen. Poznań: Poznańskie Towarzystwo Przyjaciół Nauk, 1965.
- Binärstrukturen des Deutschen. Poznań 1972 (maszynopis).
- Podre̦czny słownik polsko-niemiecki. Handwörterbuch Polnisch-Deutsch. Warszawa: Wiedza Powszechna, 1973 (współaut.: Jan Chodera, Stefan Kubica).
- Das Adjektiv im Polnischen und Deutschen: Versuch einer Konfrontation. Wrocław: Zakład Narodowy im. Ossolińskich, 1980.
- Prawo starochełmińskie: 1584 (1394) pod red. Witolda Maisa i Zbigniewa Zdrójkowskiego; przekł. [z łac. i niem.]: Andrzej Bzdęga i Alicja Gaca. Uniwersytet Mikołaja Kopernika w Toruniu. Toruń: UMK, 1985.
- Altdeutsche Chrestomathie. Teil I.Gotisch, Altniederdeutsch, Althochdeutsch. Poznań: Wydawnictwo Naukowe UAM, 1991 (współaut. Izabela Prokop).
- Die niederdeutsche Siedlungsmundart im Lipnoer Lande Poznań: Poznańskie Towarzystwo Przyjaciół Nauk, 1972 (współpr. Gustaw Foss).
- Podre̦czny słownik niemiecko-polski, polsko-niemiecki. Knurów: LexLand, 2007 (współaut. Jan Chodera, Stefan Kubica).

## Nagrody i odznaczenia
- Otrzymał m.in. Złoty Krzyż Zasługi (1973), Krzyż Kawalerski Orderu Odrodzenia Polski (1980)[3].